# Charlie Higson
Charles M Higson, född 3 juli 1958 i Frome i Somerset, mer känd som Charlie Higson, är en brittisk skådespelare, komiker och författare. Han har även varit manusförfattare och TV-producent för flera brittiska tv-produktioner.

## Biografi
Efter att ha tagit examen vid University of East Anglia i början av 1980-talet sjöng Higson i bandet The Higsons från 1980 till 1986. Han arbetade sedan som hantverkare innan han började skriva för komikern Harry Enfield (som medverkade i Saturday Live på Channel 4) tillsammans med sin vän Paul Whitehouse. Han började samtidigt uppträda som komiker. Tillsammans med Whitehouse skapade Higson den brittiska komediserien The Fast Show som sändes på BBC Two 1994-2000. Showen gjorde honom känd för en större publik i Storbritannien.
I april 2004 tillkännagavs att Higson fått i uppdrag att skriva en serie böcker om en ung James Bond, inriktade på Bonds skoltid på Eton, med yngre läsare som målgrupp. Den första boken, Silverfena (engelsk titel: Silverfin), släpptes på engelska i mars 2005 och ett drygt år senare på svenska. Den andra boken, Blodsfeber (engelsk titel: Blood Fever), släpptes på engelska i januari 2006 och på svenska i juni 2007. Ytterligare två böcker har släppts på engelska: Double or Die (2007) och Hurricane Gold (2007). Higson skrev även en femte bok, By Royal Command (2008), som skrevs under arbetstiteln The Shadow War.

### Unga Bond
1. Silverfena (engelsk titel: SilverFin) (2005), ISBN 978-91-85243-37-2
2. Blodsfeber (engelsk titel: Blood Fever) (2006), ISBN 978-91-85243-72-3
3. Double or Die (2007)
4. Hurricane Gold (2007)
5. By Royal Command (2008)

### Övriga
- King of the Ants (1992)
- Happy Now (1993)
- Full Whack (1995)
- Getting Rid of Mister Kitchen (1996)
- The 'Fast Show' Book (1996), med Paul Whitehouse
- Fienden (engelsk titel: The Enemy) (2010)
- Farsot (engelsk titel: The Dead) (2011)
- Fruktan (engelsk titel: The Fear) (2012)